# Westley (Suffolk)
Westley is een civil parish in het bestuurlijke gebied West Suffolk, in het Engelse graafschap Suffolk met 180 inwoners.